# Genesee Falls
Genesee Falls – miasto w Stanach Zjednoczonych, w stanie Nowy Jork, w hrabstwie Wyoming.